# فرودگاه کاگوشیما
فرودگاه کاگوشیما (به انگلیسی: Kagoshima Airport) یک فرودگاه همگانی با کد یاتا KOJ است که یک باند فرود آسفالت و بتن دارد و طول باند آن ۳۰۰۰ متر است. این فرودگاه در شهر کاگوشیما کشور ژاپن قرار دارد .

## شرکت‌های هواپیمایی و مقصدهای پروازی

### مسافری
| شرکت‌های هواپیمایی                            | مقصدهای پروازی                                                                            | Terminal      |
| -------------------------------------------- | ----------------------------------------------------------------------------------------- | ------------- |
| آل نیپون ایرویز                              | اوساکا، هانه‌دا                                                                            | Domestic      |
| آل نیپون ایرویز اجرا توسط ANA Wings          | چوبو سنترایر                                                                              | Domestic      |
| چاینا ایرلاینز                               | تائویوان تایوان                                                                           | International |
| هواپیمایی شرقی چین                           | شانگهای پودنگ                                                                             | International |
| Fuji Dream Airlines                          | شیزوکا                                                                                    | Domestic      |
| هنگ کنگ ایرلاینز                             | هنگ کنگ                                                                                   | International |
| هنگ کنگ اکسپرس                               | هنگ کنگ                                                                                   | International |
| خطوط هوایی ژاپن                              | هانه‌دا                                                                                    | Domestic      |
| خطوط هوایی ژاپن اجرا توسط جی-ایر             | اوساکا                                                                                    | Domestic      |
| خطوط هوایی ژاپن اجرا توسط Japan Air Commuter | امامی، فوکوئوکا، کیکای، ماتسویاما، اوکینورابو، نیو تانگاشیما، توکونوشیما، یاکوشیما، یورون | Domestic      |
| Jetstar Japan                                | چوبو سنترایر، ناریتا                                                                      | Domestic      |
| کورین ایر                                    | اینچئون                                                                                   | International |
| Peach                                        | کانزای                                                                                    | Domestic      |
| Skymark Airlines                             | کوبه، هانه‌دا                                                                              | Domestic      |
| Solaseed Air                                 | ناها، هانه‌دا                                                                              | Domestic      |